# 金門麺線
金門麺線（繁体字：金門麵線、きんもんめんせん）は、台湾・福建省金門県の名物麺線。
牡蠣を具材に乗せた蚵仔麺線が名物料理として知られるが、台湾本島の蚵仔麺線がカツオ出汁のスープであるのに対し、金門の蚵仔麺線は白いスープである。また、麺（麺線）も台湾本島のものより金門のもののほうがコシがある。
金門麺線は、こする、こねる、つまむ、振るといった煩雑な手順を経て作られ、陽光に曝して自然乾燥させる。こういった作業工程によって、金門の麺線は、コシが強く、煮てもクタクタになりにくい独特の風味を生む。金門には家族単位の製麺所が多数あり、日本の素麺にも例えられるような細い麺・麺線を軒先で干している風景が見られる。